# 張哲生
張哲生（1972年5月16日—），臺灣臺北市萬華區人，是專門製作懷舊主題系列內容的網路名人、作家與收藏家，傳媒稱之為「懷舊達人」。

## 生平
張哲生出生於臺北艋舺地區，1978年9月就讀臺北市萬華區西門國民小學，並於1984年6月畢業；1987年畢業於臺北市立龍山國民中學；1990年畢業於國立臺灣師大附中651班；1994年畢業於中國文化大學印刷傳播學系，隔年開始接觸網際網路。張受熱衷攝影的父親啟發，透過修復老舊相片，致力於拼湊、還原屬於每一個世代的珍貴回憶。
其於退伍後的1996年7月9日，成立首個個人網站「張哲生點心餅」，並於該網站經營期間參與各大唱片公司網站製作，始涉獵行銷領域。2001年9月3日，接續成立「哲生原力」網站。張哲生經常透過圖文及影音分享20世紀大臺北地區的人文與歷史資料，並藉由攝影記錄、對照任何事物的今昔演進變化經過。張鑽研懷舊卡通與廣告數十年，為《飛呀！科學小飛俠》一書作者。

## 爭議
2018年3月，為臺北市政府觀傳局製作臺北燈節宣傳影片的萬華社區小學團隊表示，影片遭到張哲生將影片重新後製，將音效和配樂者掛上自己姓名，並上傳到自己的社群平台，沒有聲明出處；張哲生表示自己只是想用另一種氛圍去詮釋影片，也有註明影片來源，認為並無盜用之意。

## 出版著作
- 《飛呀！科學小飛俠》（臺北：商周出版，2005年）
- 《年記1972：記憶裡的前塵》（臺北：尖端出版，2020年）
- 《回到華燈初上時》（臺北：尖端出版，2022年）
- 《台北拾遺Sweet Taipei︰哲生的41幀台北印象》（臺北：健行文化，2024年）

## 演出作品

### 電視影集
- 2020年：《國際橋牌社》—飾演 哲生哥

### 電影
- 2023年：《環南時候》—飾演 張哲生

## 外部連結
- 張哲生的Facebook專頁
- YouTube上的張哲生頻道 （页面存档备份，存于）